# Momine-Khatun-Mausoleum

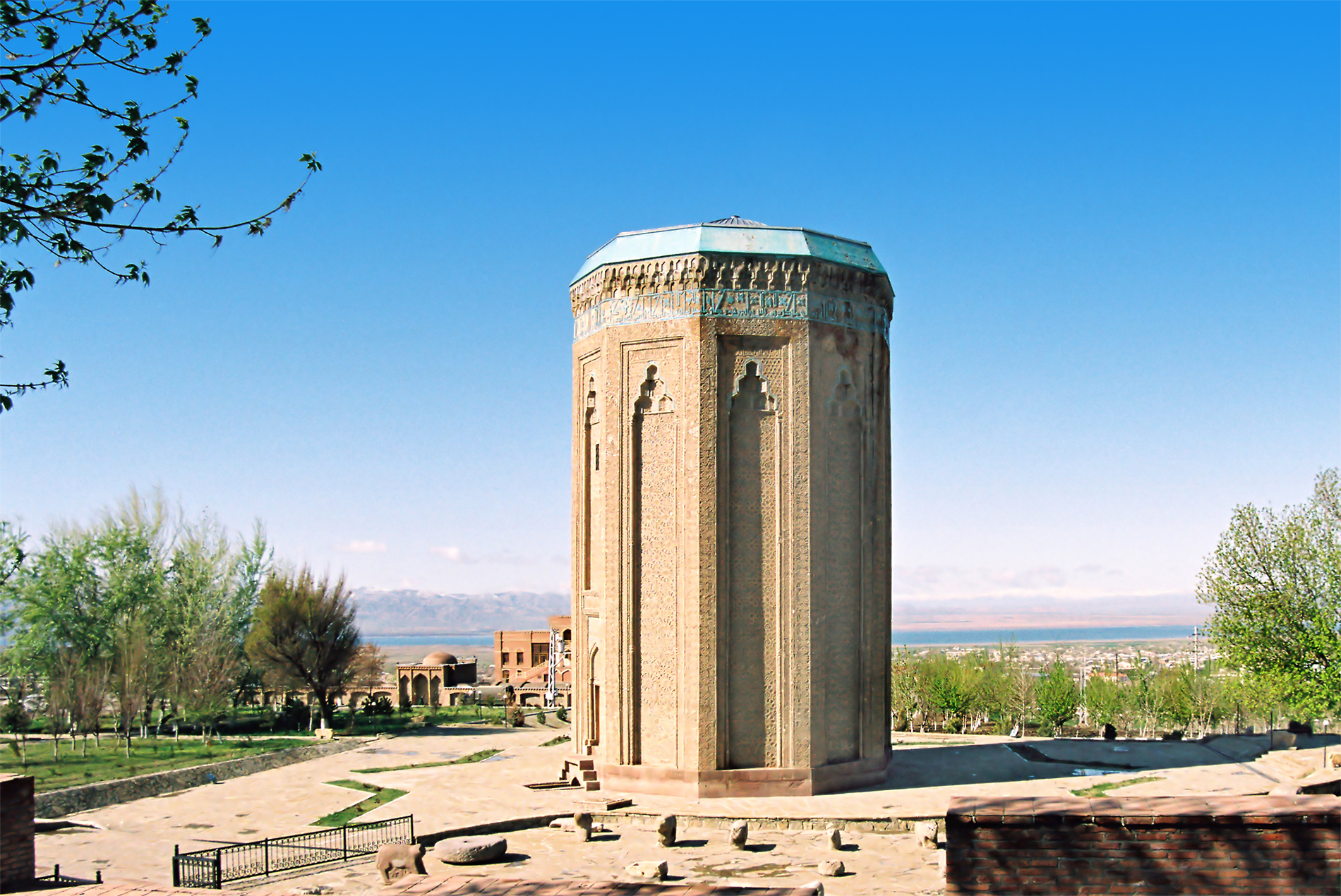
Momine-Khatun-Mausoleum

Das Momine-Khatun-Mausoleum ist das Grabmal von Mu'mine-Chatun, der ersten Frau des Atabegs von Aserbaidschan Muhammad Dschahan Pahlawan (Muḥammad Ǧahān-Pahlavān) in Naxçıvan, im heutigen Aserbaidschan. Das Gebäude wurde im 12. Jahrhundert vom Baumeister Adschemi ibn Abubekr (Adschami ibn Abi Bakr Nachdschiwani, ʿAǧamī b. Abī Bakr Naḫǧiwānī) errichtet und gilt als dessen bedeutendstes Werk.

## Bestandteile

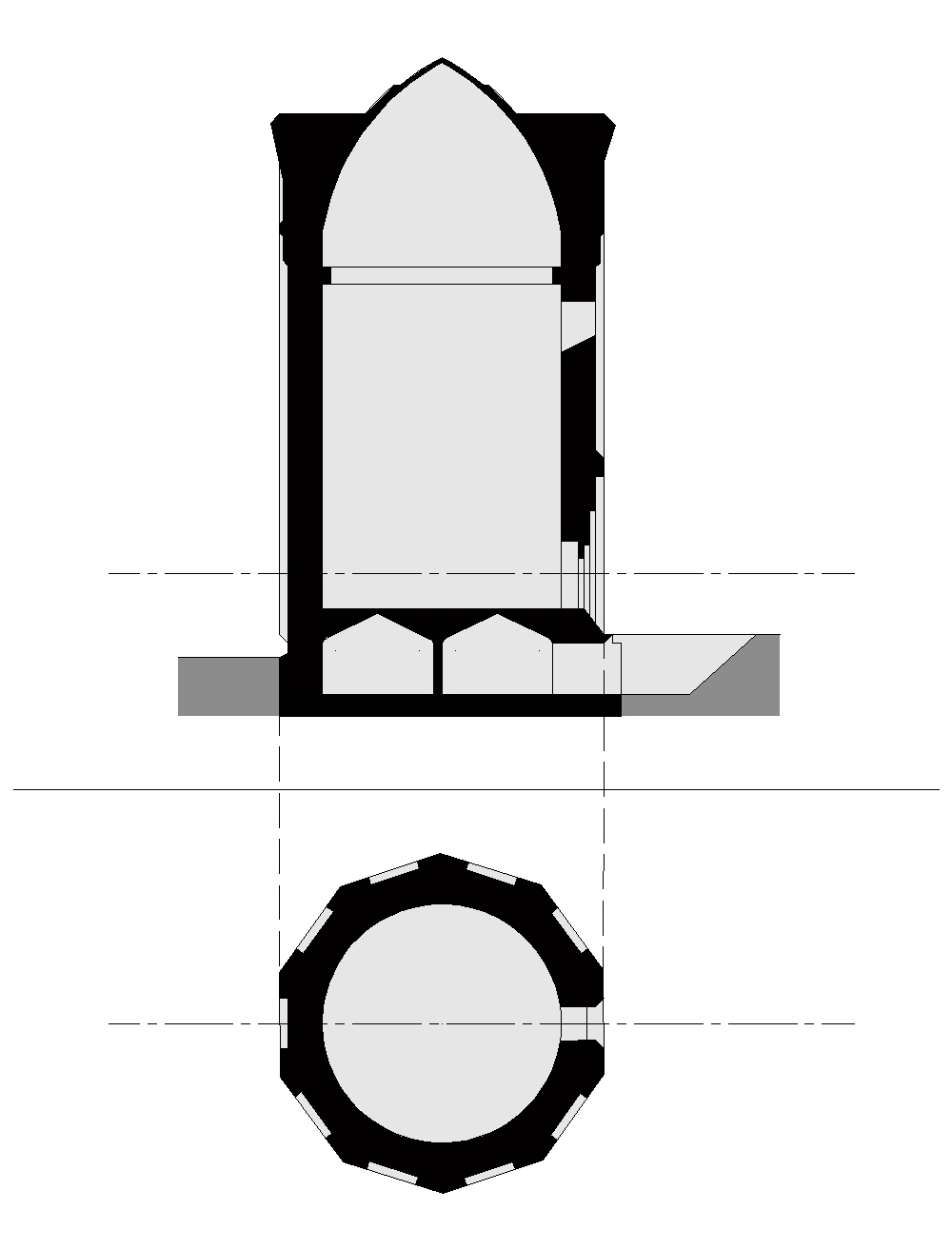
Grund- und Aufriss des Mausoleums

Das Mausoleum ist ein zehneckiger Ziegelbau. Das Fundament ist mit Platten aus Diorit, da Gebäude, mit bunten Kacheln ausgelegt, vorrangig in Blau gehalten. Diese bilden geometrische Muster. Der Hauptraum hat drei kleine Fenster, früher waren es nur zwei. Unter einem der Fenster liegt die Tür. An den zehn Ecken sind außen Bündelpfeiler angeordnet. Die Außenwände sind reich verziert, mit Muster bildenden Stäben und Moresken. Am Gesims und den Bögen sind kufische Inschriften angebracht. Das Dach ist als Zeltdach ausgebildet.
Der Eingang zum Mausoleum befindet sich im Osten. Der obere Gedenkraum und die untere Grabkammer sind unabhängig voneinander von außen zu erreichen. Das Gewölbe der Grabkammer wird von einem Mittelpfeiler gestützt. Der obere Raum ist kreisförmig angelegt und 27,5 Meter hoch. Die Wände sind weitestgehend schmucklos.
Zum Grabmal gehörten früher noch weitere Bauwerke in der Umgebung, so eine Koranschule, die bereits 1186 erwähnt wurde, außerdem eine Moschee sowie weitere Gebäude zu religiösen Zwecken. 50 Meter von dieser entfernt findet sich noch heute ein Tor mit zwei Minaretten.

## Geschichte
Das Mausoleum wurde 1186/87 (nach islamischer Zeitrechnung 582) für die erste Frau des Atabegs Muhammed Dschehan Pahlevi errichtet. Die Anlage mit Moschee und Madrasa zerfiel im 19. Jahrhundert, übrig blieb nur das Tor mit zwei Minaretten. Das Mausoleum wurde im 19. Jahrhundert saniert, dabei ein drittes Fenster eingebaut.
Von 1999 bis 2003 wurde das Mausoleum erneut restauriert. Dies geschah im Rahmen eines Programms der Weltbank.

## Bedeutung

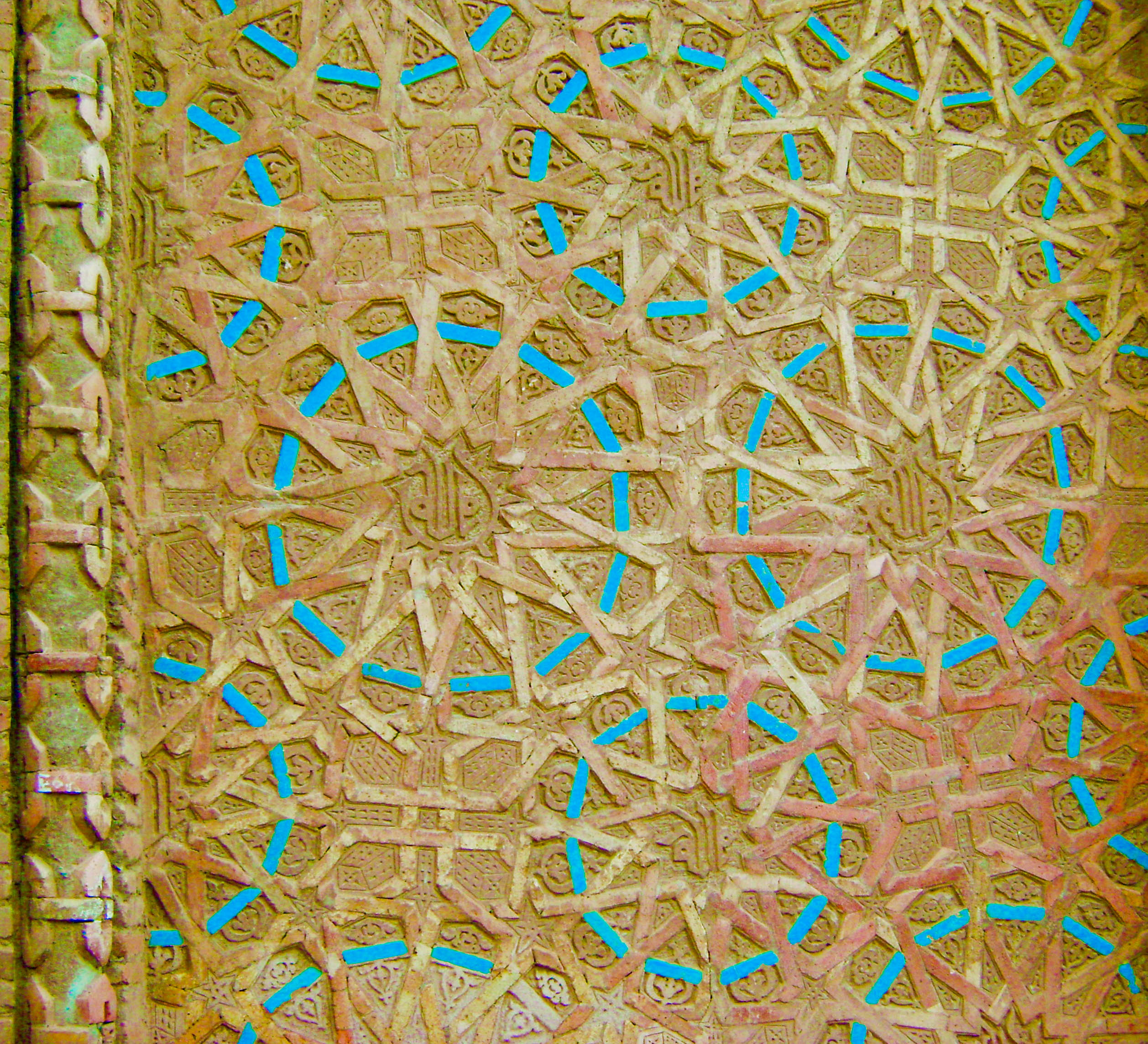
Details der Verzierung

Das Bauwerk gehört zu den Werken der Schule von Nachitschewan, einem Baustil, der durch Adschemi ibn Abubekr entwickelt wurde, in der Region weite Verbreitung fand und bis nach Indien bekannt wurde.
Das Gebäude prägt noch heute die umgebende Landschaft und gilt als Wahrzeichen der Region.